# Sean Cunningham
Sean Kingsley Cunningham (20 december 1986) is een Amerikaans-Nederlands voormalig basketballer.

## Carrière
Cunningham speelde collegebasketbal voor de UC Riverside Highlanders van 2005 tot 2010. Hij speelde daarna een seizoen in de Ijslandse competitie bij Tindastóll. Van 2011 tot 2019 was hij actief in Nederland, hij speelde eerst drie seizoenen voor Zorg en Zekerheid Leiden en daarna vijf voor Donar waarna hij zijn carrière afsloot.

### Nationale ploeg
In de zomer van 2013 werd Cunningham door bondscoach Toon van Helfteren opgeroepen voor het Nederlands nationaal basketbalteam.

## Erelijst
- Nederlands landskampioen: 2013, 2016, 2017, 2018
- NBB-Beker: 2012, 2015, 2017, 2018
- Supercup: 2011, 2012, 2014 2016 2018
- DBL Best Defender of the Year: 2018
- DBL All-Defense Team: 2018
- DBL All-Star: 2014, 2017

## Statistieken

### Dutch Basketball League
Reguliere seizoen
| Jaar    | Team   | GS | MPW  | 2P%  | 3P%  | VW%  | RPW | APW | SPW | BPW | PPW  |
| ------- | ------ | -- | ---- | ---- | ---- | ---- | --- | --- | --- | --- | ---- |
| 2011–12 | Leiden | 28 | 16.0 | 37.5 | 28.1 | 82.6 | 1.8 | 1.0 | 0.6 | 0.1 | 3.6  |
| 2012–13 | Leiden | 36 | 24.6 | 43.8 | 37.0 | 73.3 | 3.7 | 1.4 | 1.0 | 0.1 | 7.6  |
| 2013–14 | Leiden | 36 | 29.7 | .516 | .338 | .811 | 4.2 | 1.8 | 1.4 | 0.2 | 11.5 |

Playoffs
| Jaar | Team   | GS | MPW  | 2P%  | 3P%  | VW%  | RPW | APW | SPW | BPW | PPW |
| ---- | ------ | -- | ---- | ---- | ---- | ---- | --- | --- | --- | --- | --- |
| 2012 | Leiden | 11 | 17.9 | 30.8 | 19.0 | 58.3 | 1.7 | 0.9 | 0.9 | 0.2 | 3.2 |
| 2013 | Leiden | 10 | 26.0 | 32.1 | 16.1 | 68.2 | 3.8 | 1.3 | 1.0 | 0.0 | 7.0 |